# Adolf Kellermann
Adolf Kellermann (ur. 1890, zm. ?) – zbrodniarz nazistowski, członek załogi niemieckiego obozu koncentracyjnego Dachau i SS-Oberscharführer.
Członek Waffen-SS. Od 20 grudnia 1941 do 28 kwietnia 1945 pełnił służbę w obozie głównym Dachau jako strażnik, inspektor wartowników i urzędnik administracji obozowej. W procesie załogi Dachau (US vs. Ferdinand Greiner i inni), który miał miejsce 13 stycznia 1947 przed amerykańskim Trybunałem Wojskowym w Dachau skazany został na 2,5 roku pozbawienia wolności za złożenie karnego raportu na jednego z więźniów i zmuszanie innych do pracy ponad siły.